# Церебі
Церебі (ест. Tserebi, також Церепі, Черепі, Терімяе) — село в Естонії, входить до складу волості Міссо, повіту Вирумаа.